# Мови на-дене
Мови на-дене (також атабаскансько-еяцько-тлінгітські мови) — сім'я індіанських мов Північної Америки, що включає атабасканські мови, еяцьку мову, тлінгітську мову і, ймовірно, мову хайда (зв'язок останньої з даною сім'єю є спірним). Назва етно-культурної спільності на-дене походить від самоназви одного з найбільших її племен — Атабасків.
Мови на-дене структурно різко відрізняються від сусідніх індіанських мов. Протягом ХХ ст. різні лінгвісти (Едвард Сепір, Сергій Старостін, Е. Вайда,  Джозеф Грінберг, Мерріт Рулен та інші) незалежно один від одного прийшли до висновку про зв'язок мов на-дене з сино-тибетськими і єнісейськими мовами (дві останніх сім'ї, згідно зі Старостіним і Грінбергом, також знаходяться в родинних стосунках одна з одною). Загальна прамова для єнісейських і на-дене мов існувала в епоху пізнього мезоліту.

## Склад

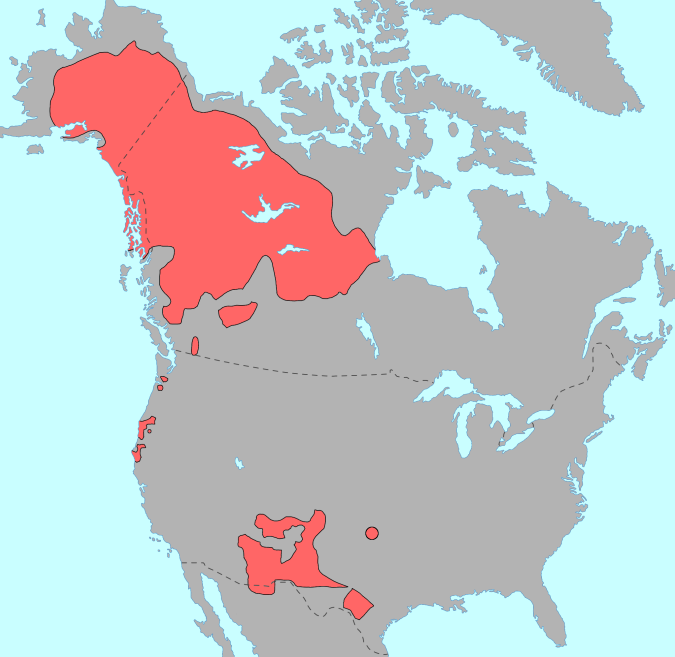
Поширення мов на-дене

У найбільш несуперечливій версії сім'я на-дене складається з двох гілок:
- Тлінгітська мова (тлінкітська мова): 700 носіїв (Майкл Краусс, 1995)
- Атабаскансько-еяцькі мови
  - Еяцька мова (еяк): зникла в 2008 р
  - Атабасканські мови (атабасканські мови, мови дене)
    - Північно-атабасканські мови
    - Тихоокеанські прибережні атабасканські мови
    - Південні атабасканські мови (включаючи мову навахо, найпоширеніша серед північноамериканських індіанських мов, і апачійських мов)

На думку прихильників Е. Сепіра, мова хайда складає окрему гілку даної сім'ї, тоді як атабаські і тлінгітські — іншу гілку.